# De Bachelor (Vlaanderen)
De Bachelor is een Vlaams televisieprogramma dat gebaseerd is op een Amerikaans format. Het eerste seizoen werd in 2003 door VT4 uitgezonden. Er kwam een tweede seizoen in 2004. In 2012 keerde het programma terug op VTM. In 2021 zond Play4 een nieuw seizoen uit, maar voor de eerste keer met een bachelorette.

## Seizoensoverzicht
| Nr.             | De Bachelor(ette)   | Uitverkorene | Jaar        | Presentator          | Bestemming  | Zender      |
| De Bachelor     | De Bachelor         | De Bachelor  | De Bachelor | De Bachelor          | De Bachelor | De Bachelor |
| --------------- | ------------------- | ------------ | ----------- | -------------------- | ----------- | ----------- |
| ♂1              | Alain Praet         | Iona         | 2003        | Tine Van den Brande  | Spanje      | VT4         |
| ♂2              | Angelo Callant      | Stephanie    | 2004        | Ilse De Meulemeester | Italië      | VT4         |
| ♂3              | Jeoffrey Brabanders | Shari        | 2011        | Katja Retsin         | Thailand    | VTM         |
| ♂4              | Fabrizio Tzinaridis | Madieke      | 2022        | Goedele Liekens      | Griekenland | Play4       |
| De Bachelorette |                     |              |             |                      |             |             |
| ♀1              | Elke Clijsters      | Ivan         | 2021        | Dominique Van Malder | België      | Play4       |

| Presentatie          | 2003 | 2004 | 2011 | 2021 | 2022 |
| -------------------- | ---- | ---- | ---- | ---- | ---- |
| Tine Van den Brande  |      |      |      |      |      |
| Ilse De Meulemeester |      |      |      |      |      |
| Katja Retsin         |      |      |      |      |      |
| Dominique Van Malder |      |      |      |      |      |
| Goedele Liekens      |      |      |      |      |      |

## Achtergrond
In 2003 werd het eerste seizoen van het programma uitgezonden door VT4, dit werd gepresenteerd door Tine Van den Brande en werd opgenomen in Marbella, Spanje. Het programma kreeg de titel De Bachelor: de begeerde vrijgezel. Bachelor Alain en uitverkorene Iona hadden een relatie van enkele maanden.
Het programma werd goed bekeken en kreeg een vervolg. Het volgende jaar in 2004 zond VT4 een nieuw seizoen uit met Ilse De Meulemeester als presentatrice. De opnames vonden plaats in Rome, Italië. Bachelor Angelo en uitverkorene Stephanie startten een relatie na het programma. Ze kregen drie kinderen.
Na een pauze verhuisde het programma naar VTM. Daar werd het gepresenteerd door Katja Retsin. Zij begeleidde bachelor Jeoffrey in zijn zoektocht in Phuket, Thailand. Jeoffrey en zijn uitverkorene Shari bleven enkel vrienden.
Na de succesvolle terugkeer op Play4 met The Bachelorette, werd een nieuw seizoen van De Bachelor aangekondigd in juli 2021. De bachelor is Fabrizio Tzinaridis.

### De Bachelorette
In 2020 kondigde Play4 een nieuw seizoen aan, maar dit keer met een vrouwelijke vrijgezel, genaamd The Bachelorette. Het programma werd uitgezonden in 2021 en gepresenteerd door Dominique Van Malder. Bachelorette Elke Clijsters koos Ivan. Ze vormden enkele maanden een koppel.